# 機動戰士GUNDAM 鐵血孤兒

\

-->
-->
《机动战士GUNDAM 铁血的孤儿》是2015年10月4日播出的鋼彈動畫作品。每日放送（MBS）於2015年7月15日首次公布，於2016年10月2日上映第二季，後於2022年4月5日上映特別篇。本作口號為「生命之糧，就在戰場」，並受日本知名雜誌「Animage」獲選為ANIME GRAND-PRIX第39回年度最佳動畫大獎第一名，並且在同年由日本NHK電視台所舉辦的「BestAnime100」萬作票選中得到了第70名的殊榮，為前一百名內的三部鋼彈作品之一。

## 製作背景
由聯手創作過《我們仍未知道那天所看見的花的名字。》的長井龍雪和岡田麿里擔當監督和系列构成，作品將圍繞兩種關鍵字展開，一是「具有強烈戲劇性，以少年故事為主的鋼彈」，二是「實現階段性變革的鋼彈」。
與其他鋼彈作品不同之处是，長井龍雪曾在雜誌訪談裡表示「戰艦會被一發光束幹掉太奇怪」，所以本作是自鋼彈誕生至今以來首部完全沒有採用「光束兵器」，而是採用「實體質量兵器」為主的新鋼彈系列作品，除此之外由於監督本人也表明「沒有體驗過戰爭」，因此本作是以描寫日本黑社會作品《無仁義之戰》作為參考題材。

## 故事簡介

### 第一季
本作開始於P.D.（Post Disaster）323年。三百年前，地球發生了名為「厄祭戰爭」的大戰，大戰結束後，地球圈捨棄了過去的統治方式，以新的支配體系，構築了全新的世界。但就在遙遠的火星圈裏，那些從屬於地球圈的殖民地上，開始了來自民眾的不滿與躁動。火星都市克里斯上的人，希望從地球勢力統治下經濟獨立。身為獨立派領袖的庫德莉雅·藍那·伯恩斯坦，成為地球勢力一方的眼中釘。地球勢力一方派遣「加拉爾號角」前去火星，企圖暗殺或控制庫德莉雅。「加拉爾號角」是個以戰力凌人的武裝組織，負責摘除任何叛亂、危害地球圈利益的可能因子。
主角三日月·奧格斯是一間獨立自治區的民營保全公司「克里斯護衛保全」（簡稱：CGS）三號隊的成員。CGS收留窮苦無依的孤兒編入三號隊，並強行施予「阿賴耶識系統植入手術」方便駕馭機動工兵。在內部管理上，三號隊視為CGS主力部隊一號隊的後備部隊，即使擁有不凡駕駛技術的隊員三日月、昭弘、尤真等人，仍受到相當大差別的待遇。
在一次CGS特別承攬的護衛庫德莉雅的任務中，三日月和同伴遭受加拉爾號角襲擊。CGS的主力部隊一號隊企圖利用三號隊作為誘餌，挾同庫德莉雅偷偷撤退。三號隊領袖歐格·伊茲卡，領導著被視為棄卒的三號隊，對以庫德莉雅為目標的加拉爾號角進行負隅頑抗。就在此時，三日月啟動了以往在厄祭戰爭中使用過，而目前作為CGS能源爐的機動戰士—「獵魔鋼彈」。該機體長期以來藏在基地地底，當成電力來源，無人知曉它所蘊藏的力量。最終，三日月依賴「阿賴耶識」首次駕駛「獵魔鋼彈」出色地擊退來襲的加拉爾號角。隨著加拉爾號角的撤退，一號隊歸還，三號隊與一號隊長年以來的對立矛盾即將爆發。就此，故事揭開序幕。

### 第二季
主角「三日月・奧古斯」所隸屬的鐵華團，因為護送「古荻利亞・藍那・伯恩斯坦」到地球艾布勞代表選舉的戰鬥而一舉成名；同時這場戰鬥也暴露出末日號角腐敗的一面，世界正逐漸產生改變。因為和艾布勞交涉而成功獲得了半金屬權益，讓屬於迪瓦茲直系的鐵華團在資金面更加寬裕、想要入團的人也增加了，其規模擴展到能在地球設立支部的程度，就這樣，兩年過去了…。
P.D.325年，因為地球之旅而得知世界實情的古荻利亞設立了「亞多莫斯商會」，雖然能從旁在現實及實務面為火星的經濟獨立提供助力，但是對於擴展出名聲並踏上新道路的她感到不悅的人也很多。亞多莫斯商會決定要到半金屬挖掘場進行視察，收到護衛委託的鐵華團團長「歐格・伊茲卡」察覺到了新的敵人。在歐格的指揮之下、鐵華團、還有三日月也以MS「天狼型獵魔鋼彈」一起前往擊退敵人。

## 製作人員
- 企劃：日昇動畫
- 原作：矢立肇、富野由悠季
- 監督：長井龍雪
- 系列構成：岡田麿里
- 特別篇構成：小倉史科
- 角色原案：伊藤悠
- 人物設定：千葉道德
- 機械設定：鷲尾直廣、海老川兼武、形部一平、寺岡賢司、篠原保
- 總作畫監督：有澤寬
- 美術：草薙
- 美術設計：須江信人
- 美術監督：川本亞夕
- 色彩設計：菊地和子
- CG總監：宮原洋平
- 攝影監督：後藤春陽、元木洋介
- 編集：野尻由紀子
- 音響監督：明田川仁
- 音樂：橫山克
- 音樂製作人：外村敬一、山田智子
- 執行製片人：佐佐木新、丸山博雄
- 製片人：小川正和、前田俊博
- 企劃協力：BANDAI HOBBY事業部
- 製作協力：創通、ADK
- 製作：日昇動畫、MBS

## 主題曲
片頭曲
「Raise your flag」（第2－13話）
作詞：Kamikaze Boy、Jean-Ken Johnny，作曲：Kamikaze Boy，編曲、主唱：MAN WITH A MISSION
第1話作片尾曲使用，TBS和AT-X在第1話片尾曲有搭配片頭動畫作結束，其它電視台則是在第1話片尾曲搭配幕後製作，片頭動畫一律在第2話才有播出。
「Survivor」（第14－25話）
作詞、作曲：田邊駿一，主唱：BLUE ENCOUNT
「RAGE OF DUST」（第27－38話）
作詞：MOMIKEN，作曲：UZ，編曲：UZ、Kohsuke、Oshima，主唱：SPYAIR
第26話作片尾曲使用。
「Fighter」（第39－50話）
作詞、作曲：谷口鮪，編曲、主唱：KANA-BOON
「Blaze」（特別篇）
作詞、作曲：Jean-Ken Johnny，編曲、主唱：MAN WITH A MISSION
「The Over」（手遊）
作詞、作曲、編曲：藤永龍太郎（Elements Garden）、主唱：Re:End
片尾曲
（第2－13、21話）
作詞、主唱：MISIA，作曲、編曲：鷺巢詩郎
第1話並未使用。
「STEEL」（第14－18、20、22－25話）
作詞：唐澤美帆，作曲、編曲：宮崎誠，主唱：TRUE
第19、21話並未使用。
（第27－38話）
作詞：谷山紀章，作曲、編曲：飯塚昌明，主唱：GRANRODEO
（第39－50話）
作曲：岩見直明，編曲：トオミヨウ，作詞、主唱：Uru
插曲
（第19話）
作詞、作曲：黒，編曲：倉内達矢，主唱：鈴華優子
第19話作片尾曲用。

## 各話列表
| 集數       | 日文標題 | 中國大陸標題         | 台灣標題             | 香港標題             | 劇本              | 分鏡                       | 演出                | 作畫監督                                         | 作畫監督               |        |
| 集數       | 日文標題 | 中國大陸標題         | 台灣標題             | 香港標題             | 劇本              | 分鏡                       | 演出                | 人物                                             | 機械                   |        |
| 第一季     | 第一季   | 第一季               | 第一季               | 第一季               | 第一季            | 第一季                     | 第一季              | 第一季                                           | 第一季                 | 第一季 |
| CGS篇      | CGS篇    | CGS篇                | CGS篇                | CGS篇                | CGS篇             | CGS篇                      | CGS篇               | CGS篇                                            | CGS篇                  | CGS篇  |
| ---------- | -------- | -------------------- | -------------------- | -------------------- | ----------------- | -------------------------- | ------------------- | ------------------------------------------------ | ---------------------- | ------ |
| #1         |          | 铁与血               | 與鐵和血             | 鐵與血               | 岡田麿里          | 長井龍雪                   | 長井龍雪 大和直道   | 千葉道德                                         | 有澤寛                 |        |
| #2         |          | 巴巴托               | 獵魔                 | 巴巴托               | 岡田麿里          | 長井龍雪 大和直道 錦田慎也 | 大和直道            | 赤井方尚                                         | 久壽米木信彌           |        |
| #3         |          | 光荣之死             | 光榮戰死             | 凋散血花             | 岡田麿里          | 綿田慎也 大張正己          | 綿田慎也            | 大貫健一 大籠之仁                                | 大張正己               |        |
| 鐵血篇     |          |                      |                      |                      |                   |                            |                     |                                                  |                        |        |
| #4         |          | 生命的價值           | 生命的價值           | 生命的價值           | 根元歲三          | 宮尾佳和                   | 池野昭二            | 牧孝雄                                           | 宇田早輝子             |        |
| #5         |          | 红色天空的彼方       | 紅色天空的另一端     | 飛出紅色天空         | 鴨志田一          | 大塚健                     | 上田茂              | 新保卓郎                                         | 大塚健                 |        |
| #6         |          | 關於他們             | 關於他們             | 關於他們             | 土屋理敬          | 西澤晉                     | 孫承希              | 小谷杏子                                         | 阿部宗孝               |        |
| 迪瓦茲篇   |          |                      |                      |                      |                   |                            |                     |                                                  |                        |        |
| #7         |          | 捕鲸                 | 捕鯊                 | 怒海對決             | 鴨志田一          | 西澤晉 寺岡巖              | 大和直道            | 戶井田珠里                                       | 有澤寬                 |        |
| #8         |          | 互相偎依             | 依偎的形式           | 互相依靠             | 根元歲三          | 久藤瞬                     | 久藤瞬              | 赤井方尚 坂本修司 中島渚                         | 久壽米木信彌           |        |
| #9         |          | 结拜                 | 結盟                 | 結義                 | 岡田麿里          | 大橋譽志光                 | 池野昭二            | 大貫健一 大籠之仁                                | 大張正己               |        |
| #10        |          | 從明天而來的信       | 從明日捎來的信       | 來自明天的信         | 土屋理敬          | 西澤晉                     | 大久保朋            | 牧孝雄 宇田早輝子                                | 宇田早輝子             |        |
| 柏瓦茲篇   |          |                      |                      |                      |                   |                            |                     |                                                  |                        |        |
| #11        |          | 绝卖人               | 低等階級             | 廢棄人               | 鴨志田一          | 綿田慎也                   | 綿田慎也            | 新保卓郎                                         | 阿部慎吾               |        |
| #12        |          | 暗礁                 | 暗礁                 | 暗礁                 | 根元歲三          | 西澤晉                     | 上田茂              | 小谷杏子                                         | 阿部宗孝               |        |
| #13        |          | 送葬                 | 送葬                 | 葬禮                 | 岡田麿里          | 蘆野芳晴                   | 大和直道            | 戶井田珠里 中島渚                                | 大張正己               |        |
| 殖民地篇   |          |                      |                      |                      |                   |                            |                     |                                                  |                        |        |
| #14        |          | 运载希望的船         | 運載希望的船隻       | 運送希望的船         | 土屋理敬          | 久行宏和                   | 孫承希              | 赤井方尚 坂本修司 中島渚                         | 久壽米木信彌           |        |
| #15        |          | 脚印的踪迹           | 足跡的去向           | 足跡的去向           | 鴨志田一          | 寺岡巖                     | 池野昭二            | 大貫健一 大籠之仁                                | 阿部邦博               |        |
| #16        |          | 芙米坦·阿德莫斯        | 芙米妲·阿德莫斯        | 芙美頓·亞多莫斯        | 大西信介          | 大橋譽志光                 | 久藤瞬              | 野崎真一 山本美佳 河合桃子 宇田早輝子            | 宇田早輝子             |        |
| #17        |          | 古荻莉亚的决心         | 庫德莉雅的決心       | 古荻利亞的決心         | 土屋理敬          | 西澤晋                     | 大久保朋            | 新保卓郎                                         | 有澤寛                 |        |
| 降落地球篇 |          |                      |                      |                      |                   |                            |                     |                                                  |                        |        |
| #18        |          | 声音                 | 話語                 | 聲音                 | 根元歲三 岡田麿里 | 久行宏和 大橋譽志光        | 大橋譽志光          | 小谷杏子                                         | 阿部慎吾               |        |
| #19        |          | 心愿的重力           | 期盼的重力           | 願望的引力           | 岡田麿里          | 綿田慎也 寺岡巖            | 綿田慎也            | 戶井田珠里 中島渚                                | 阿部宗孝               |        |
| #20        |          | 伙伴                 | 搭檔                 | 拍檔                 | 大西信介          | 西澤晉                     | 孫承希              | 坂本修司 赤井方尚                                | 久壽米木信彌           |        |
| #21        |          | 向该回归之处前进     | 回到該去的地方       | 回去歸屬之處         | 鴨志田一          | 西澤晉 久行宏和            | 上田茂              | 大貫健一 大籠之仁                                | 大張正己               |        |
| 地球篇     |          |                      |                      |                      |                   |                            |                     |                                                  |                        |        |
| #22        |          | 還不能回去           | 還不能回去           | 尚未能回去           | 土屋理敬          | 西澤晉                     | 大和直道            | 野崎真一 山本美佳 河合桃子                       | 阿部邦博               |        |
| #23        |          | 最後的謊言           | 最後的謊言           | 最後的謊言           | 岡田麿里 鴨志田一 | 西澤晉 寺岡巖              | 池野昭二            | 新保卓郎                                         | 宇田早輝子             |        |
| #24        |          | 未來的報酬           | 未來的報酬           | 未來的報酬           | 岡田麿里 鴨志田一 | 寺岡巖 長井龍雪            | 大橋譽志光 大久保朋 | 小谷杏子 中島渚 渡部貴善                         | 阿部慎吾 片山學 有澤寛 |        |
| #25        |          | 鐵華團               | 鐵華團               | 鐵華團               | 岡田麿里          | 長井龍雪 寺岡巖            | 長井龍雪 綿田慎也   | 千葉道德 大貫健一 牧孝雄 戶井田珠里              | 有澤寬                 |        |
| 第二季     |          |                      |                      |                      |                   |                            |                     |                                                  |                        |        |
| 宇宙海賊篇 |          |                      |                      |                      |                   |                            |                     |                                                  |                        |        |
| #26        |          | 新血                 | 新血                 | 新血                 | 岡田麿里          | 長井龍雪                   | 長井龍雪            | 千葉道徳                                         | 有澤寛                 |        |
| #27        |          | 身陷嫉妒的漩渦       | 在嫉妒心的漩渦中     | 身陷妒忌漩渦         | 岡田麿里          | 西澤晋                     | 大和直道            | 戸井田珠里                                       | 有澤寛                 |        |
| #28        |          | 破曉前的戰鬥         | 破曉前的戰役         | 破曉前的戰鬥         | 鴨志田一          | 寺岡巌                     | 上田茂              | 小谷杏子                                         | 大張正己               |        |
| #29        |          | 出人頭地的契機       | 成功的開端           | 出人頭地的開端       | 鴨志田一          | 亀井治                     | 孫承希              | 新保卓郎                                         | 阿部宗孝               |        |
| 地球支部篇 |          |                      |                      |                      |                   |                            |                     |                                                  |                        |        |
| #30        |          | 阿布羅防衛軍成軍典禮 | 艾布勞防衛軍成軍典禮 | 亞布羅防衛軍成立典禮 | 大西信介 岡田麿里 | 西澤晋                     | 池野昭二            | 中島渚、大籠之仁                                 | 高瀬健一               |        |
| #31        |          | 無聲的戰爭           | 無聲的戰爭           | 無聲的戰爭           | 關島真賴          | 藤澤俊幸                   | 三宅和男            | 古川真一、斎藤香                                 | 宇田早輝子             |        |
| #32        |          | 朋友                 | 朋友啊               | 朋友                 | 岡田麿里 鴨志田一 | 寺岡巌 綿田慎也            | 綿田慎也            | 渡部貴喜、中本尚子                               | 久壽米木信彌           |        |
| #33        |          | 火星之王             | 火星之王             | 火星之王             | 岡田麿里          | 亀井治                     | 久藤瞬              | 戸井田珠里、森下博光                             | 大張正己               |        |
| 機動裝甲篇 |          |                      |                      |                      |                   |                            |                     |                                                  |                        |        |
| #34        |          | 維達爾啟用           | 殘命出動             | 維度爾出動           | 鴨志田一 岡田麿里 | 齊藤哲人 錦田慎也          | 大和直道            | 小谷杏子                                         | 高瀬健一               |        |
| #35        |          | 覺醒的厄祭           | 甦醒的厄祭           | 甦醒的災難           | 樋口達人 岡田麿里 | 亀井治 赤根和樹            | 上田茂              | 新保卓郎                                         | 阿部宗孝               |        |
| #36        |          | 被玷污的翅膀         | 汙穢的翅膀           | 污穢的羽翼           | 吉野弘幸          | 赤根和樹 齊藤哲人          | 孫承希              | 中島渚、齊藤香                                   | 久壽米木信彌           |        |
| #37        |          | 克里塞防衛戰         | 克里斯防衛戰         | 克里斯防衛戰         | 鴨志田一 岡田麿里 | 寺岡巌 亀井治              | 池野昭二            | 大貫健一、中本尚                                 | 有澤寛                 |        |
| #38        |          | 天使狩獵者           | 狩獵天使之人         | 天使狩獵者           | 樋口達人 岡田麿里 | 寺岡巌 齊藤哲人 忍海信一   | 綿田慎也            | 塩川貴史、豊田暁子                               | 大張正己               |        |
| 局勢變動篇 |          |                      |                      |                      |                   |                            |                     |                                                  |                        |        |
| #39        |          | 建議                 | 建言                 | 忠告                 | 岡田麿里 吉野弘幸 | 遠藤廣隆 龜井治            | 三宅和男            | 戶井田珠里、森下博光                             | 阿部邦博               |        |
| #40        |          | 被烈日照耀           | 徜徉在燃燒的太陽下   | 在艷陽之下           | 黑田洋介          | 齊藤哲人 龜井治            | 大和直道            | 新保卓郎                                         | 阿部宗孝               |        |
| #41        |          | 人之常理             | 身為人所必備的       | 人本應如此           | 岡田麿里          | 遠藤廣隆 忍海信一          | 上田茂              | 新保卓郎                                         | 宇田早輝子             |        |
| #42        |          | 了結                 | 秋後算帳             | 了斷                 | 樋口達人 岡田麿里 | 齊藤哲人 龜井治 淺田勇樹   | 淺田勇樹            | 中島渚、齊藤香 吉川真一                          | 高瀬健一 鈴木勘太      |        |
| 革命篇     |          |                      |                      |                      |                   |                            |                     |                                                  |                        |        |
| #43        |          | 終於找到的真意       | 終於明朗的真正用意   | 揭曉真正意圖         | 鴨志田一 岡田麿里 | 小林寛 大張正己            | 孫承希              | 大貫健一、江上夏樹 吉田雄一                      | 大張正己               |        |
| #44        |          | 得到靈魂的男人       | 掌握靈魂的男人       | 手執靈魂的男人       | 岡田麿里 樋口達人 | 西澤晋 忍海信一            | 池野昭二            | 中本尚、豊田暁子 塩川貴史、大籠之仁              | 久壽米木信彌           |        |
| #45        |          | 如果這就是最後       | 若這是最後           | 如果這是最後         | 黑田洋介          | 寺岡巌 龜井治              | 綿田慎也            | 戶井田珠里、森下博光 神谷美也子、山崎克之        | 有澤寛 久壽米木信彌    |        |
| #46        |          | 為了誰               | 為了誰               | 為了誰               | 鴨志田一 岡田麿里 | 小林寛 石黑恭平            | 三宅和男            | 小谷杏子、戸谷賢都                               | 阿部宗孝               |        |
| 火星篇     |          |                      |                      |                      |                   |                            |                     |                                                  |                        |        |
| #47        |          | 祭品                 | 祭品                 | 犧牲品               | 岡田麿里          | 齊藤哲人 龜井治            | 上田茂              | 新保卓郎                                         | 阿部邦博               |        |
| #48        |          | 承諾                 | 約定                 | 約定                 | 岡田麿里          | 遠藤廣隆 西澤晉            | 池野昭二            | 中島渚、齊藤香 吉田雄一、江上夏樹                | 大張正己               |        |
| #49        |          | 麦克基利斯·法里德    | 麥吉利斯·法里德      | 麥基利斯法里度       | 岡田麿里          | 遠藤廣隆 寺岡巌 龜井治     | 大久保朋            | 神谷美也子、中本尚 豊田暁子、大貫健一 山崎克之   | 宇田早輝子 高瀬健一    |        |
| #50        |          | 他們的歸宿           | 他們的棲身之處       | 他們的安身之處       | 岡田麿里          | 小林寛 寺岡巌 長井龍雪     | 長井龍雪、綿田慎也  | 千葉道徳、大貫健一 森下博光、小谷杏子 戸井田珠里 | 有澤寛                 |        |

## BD/DVD
| 卷数   | 發售日期       | 收錄话数   | 規格編號  | 規格編號  | 封面機體                                  |
| 卷数   | 發售日期       | 收錄话数   | BD        | DVD       | 封面機體                                  |
| 第一季 | 第一季         | 第一季     | 第一季    | 第一季    | 第一季                                    |
| ------ | -------------- | ---------- | --------- | --------- | ----------------------------------------- |
| 1      | 2015年12月24日 | 第1話      | BCXA-1069 | BCBA-4729 | 獵魔鋼彈                                  |
| 2      | 2016年1月29日  | 第2－4話   | BCXA-1070 | BCBA-4730 | 格雷茲                                    |
| 3      | 2016年2月24日  | 第5－7話   | BCXA-1071 | BCBA-4731 | 燕式格雷茲（麥基利斯機）                  |
| 4      | 2016年3月25日  | 第8－10話  | BCXA-1072 | BCBA-4732 | 百鍊（亞米達機）                          |
| 5      | 2016年4月22日  | 第11－13話 | BCXA-1073 | BCBA-4733 | 智魔鋼彈（前方） 曼·羅迪兩架（後方）      |
| 6      | 2016年5月27日  | 第14－16話 | BCXA-1074 | BCBA-4734 | 智魔鋼彈重鍛型                            |
| 7      | 2016年6月24日  | 第17－19話 | BCXA-1075 | BCBA-4735 | 搜魔鋼彈                                  |
| 8      | 2016年7月22日  | 第20－22話 | BCXA-1076 | BCBA-4736 | 葛琳潔德                                  |
| 9      | 2016年8月26日  | 第23－25話 | BCXA-1077 | BCBA-4737 | 獵魔鋼彈（左下方） 格雷茲・艾因（右上方） |
| 第二季 |                |            |           |           |                                           |
| 1      | 2017年2月24日  | 第26－27話 | BCXA-1078 | BCBA-4738 | 天狼型獵魔鋼彈                            |
| 2      | 2017年3月24日  | 第28－30話 | BCXA-1079 | BCBA-4739 | 重鍛開鋒型智魔鋼彈                        |
| 3      | 2017年3月24日  | 第31－33話 | BCXA-1080 | BCBA-4740 | 蘭吉雷茲兩架 （茱麗葉機、伊奧克機）       |
| 4      | 2017年4月21日  | 第34－36話 | BCXA-1081 | BCBA-4741 | 殘命鋼彈                                  |
| 5      | 2017年4月21日  | 第37－39話 | BCXA-1082 | BCBA-4742 | 蔽魔鋼彈                                  |
| 6      | 2017年5月26日  | 第40－42話 | BCXA-1083 | BCBA-4743 | 蘭吉雷茲茱麗雅                            |
| 7      | 2017年5月26日  | 第43－45話 | BCXA-1084 | BCBA-4744 | 主魔鋼彈                                  |
| 8      | 2017年6月23日  | 第46－48話 | BCXA-1085 | BCBA-4745 | 殘命搜魔鋼彈                              |
| 9      | 2017年6月23日  | 第49－50話 | BCXA-1086 | BCBA-4746 | 天狼王型獵魔鋼彈                          |

## 播放電視台
| 播放地區   | 播放電視台    | 播放日期                      | 播放時間（UTC+9）         | 所屬聯播網   | 備註                                                                                 |
| 第一季     | 第一季        | 第一季                        | 第一季                    | 第一季       | 第一季                                                                               |
| ---------- | ------------- | ----------------------------- | ------------------------- | ------------ | ------------------------------------------------------------------------------------ |
| 近畿廣域圈 | 每日放送      | 2015年10月4日－2016年3月27日  | 星期日 17時00分－17時30分 | 日本新聞網   | 製作局 有字幕 連動數據廣播                                                           |
| 日本全國   | TBS系列28局   | 2015年10月4日－2016年3月27日  | 星期日 17時00分－17時30分 | 日本新聞網   | 有字幕 連動數據廣播                                                                  |
| 日本全國   | Fanclub       | 2015年10月4日－2016年3月27日  | 星期日 17時30分 更新      | 網絡電視     | 流動應用程式                                                                         |
| 台灣       | MY KIDS TV    | 2015年10月4日－2016年3月27日  | 星期日 18時30分－19時00分 | IPTV         | UTC+8 有字幕 日語廣播 有重播                                                         |
| 日本全國   | 萬代頻道      | 2015年10月11日－              | 星期日 17時30分 更新      | 網絡電視     |                                                                                      |
| 日本全國   | d Anime Store | 2015年10月11日－              | 星期日 17時30分 更新      | 網絡電視     |                                                                                      |
| 香港       | J2            | 2015年10月23日－2016年4月15日 | 星期五 24時05分－24時35分 | 數碼地面電視 | UTC+8 有字幕 雙語廣播 myTV提供14天重溫                                               |
| 第二季     |               |                               |                           |              |                                                                                      |
| 近畿廣域圈 | 每日放送      | 2016年10月2日－2017年4月2日   | 星期日 17時00分－17時30分 | 日本新聞網   | 製作局 有字幕 連動數據廣播                                                           |
| 日本全國   | TBS系列28局   | 2016年10月2日－2017年4月2日   | 星期日 17時00分－17時30分 | 日本新聞網   | 有字幕 連動數據廣播                                                                  |
| 日本全國   | Fanclub       | 2016年10月2日－2017年4月2日   | 星期日 17時30分 更新      | 網絡電視     | 流動應用程式                                                                         |
| 香港       | J2            | 2017年4月16日－2017年10月8日  | 星期日 24時05分－24時35分 | 數碼地面電視 | UTC+8 有字幕 第26集沒有重播 第27-50集有重播 雙語廣播 myTV SUPER（免費區）提供7天重溫 |
| 特別篇     |               |                               |                           |              |                                                                                      |
| 近畿廣域圈 | 每日放送      | 2022年4月5日－2022年5月31日   | 星期二 27時30分－28時00分 | 日本新聞網   | 製作局 有字幕 連動數據廣播                                                           |
| 日本東京都 | TOKYO MX      | 2022年4月5日－2022年5月31日   | 星期二 22時29分－23時00分 | 地面數位電視 |                                                                                      |
| 日本全國   | BS11          | 2022年4月29日－6月24日        | 星期五 19時30分－20時00分 | 廣播衛星     |                                                                                      |

## 相關媒體

### 網路配信
網路广播《鐵華團放送局》於2015年10月4日起，每周日在音泉網配信。主持人由河西健吾和寺崎裕香担当。

### 漫畫
機動戰士GUNDAM 鐵血孤兒 （機動戦士ガンダム 鉄血のオルフェンズ）
于2015年12月至2018年12月，在GUNDAM ACE上連載的同名漫畫，現單行本全7冊完結（第一季3冊，第二季4冊）。
- 原著: 矢立肇、富野由悠季
- 作畫 : 礒部一真

機動戰士GUNDAM 鐵血孤兒 月鋼（機動戦士ガンダム 鉄血のオルフェンズ 月鋼）
「月鋼」於日語中與「月光」同音，承接本篇「三日月」（新月）及「鐵華」之意像，現單行本全4冊完結（兩季共2冊）。
第一季於2016年春開始在GUNDAM ACE上連載，時間點位於本傳第一季第14集至第18集；而第二季於2017年3月25日連載，時間綫位於本傳第二季的一年前，也就是P.D.324年。
- 企劃: 日昇
- 企劃協力: 萬代、HOBBY事業部
- 協力: 角川集團、Hobby Japan
- 腳本: 鴨志田一（《櫻花莊的寵物女孩》作者）
- 人物設計原案: 伊藤悠
- 君魔鋼彈設計: 形部一平

### 手游
機動戰士GUNDAM 鐵血孤兒G（機動戦士ガンダム 鉄血のオルフェンズG）
於2019年1月公佈相關消息，為萬代Namco與相關企業合作推出的同名遊戲，於2022年11月15日正式開服，直到2024年1月11日正式停運。
遊戲內除了概括TV本篇和外傳的一切資訊，也包含了後日談之作兼網絡動畫機動戰士GUNDAM 鐵血孤兒 獵殺兀爾德（機動戦士ガンダム 鉄血のオルフェンズ ウルズハント），該作品的時間點位於第一季和第二季中間，暫定全12話（分前後兩篇），此外還有與遊戲分開來的「Episode Drama」，然而隨著遊戲停運，官方分別於2025年7月25日和8月7日宣佈，該後日談將被剪輯成特別剪輯版小小挑戰者的軌跡（小さな挑戦者の軌跡），並追加新畫面，以及承接本篇兩季之間的短篇動畫幕間之楔（幕間の楔），暫定於10月31日上映。
- 監督：長井龍雪
- 系列構成：鴨志田一
- 角色設計原案：伊藤悠
- 角色設計：千葉道徳
- 機設：鷲尾直広、海老川兼武、形部一平、寺岡賢司、篠原保
- 美術：草薙
- 美術設計：須江信人、伊良波理沙
- 美術監督：清木亞夕
- CG總監：山崎嘉雅
- 攝影監督：後藤春陽、安西良行
- 編集：渡邊千波
- 音響監督：明田川仁
- 音樂：横山克
- 音樂製作人：山田智子、松田隼典
- 製片人：小川正和、藤原康則
- 製作協力：創通
- 製作：SUNRISE BEYOND
- 配信機構： 萬代Namco、App Store、Google Play™

集數列表
| 集數 | 日文標題         | 中文標題       | 劇本     | 分鏡            | 演出                | 作畫監督          | 作畫監督        | 配信日期                                      |
| 集數 | 日文標題         | 中文標題       | 劇本     | 分鏡            | 演出                | 人物              | 機械            | 配信日期                                      |
| ---- | ---------------- | -------------- | -------- | --------------- | ------------------- | ----------------- | --------------- | --------------------------------------------- |
| 1    | 端白星           | 端白星         | 鴨志田一 | 長井龍雪        | 綿田慎也            | 千葉道德          | 有澤寬          | 2022年11月15日（前篇） 2022年11月25日（後篇） |
| 2    | 出航             | 出航           | 土屋理敬 | 小林寬          | 米田光宏            | 森下博光          | 有澤寬 大張正己 | 2022年12月1日（前篇） 2022年12月14日（後篇）  |
| 3    | 598              | 598            | 鴨志田一 | 寺岡巖 安藤良   | 安藤良              | 高見明男          | 高瀨健一        | 2022年12月31日（前篇） 2023年1月14日（後篇）  |
| 4    | 裏切りの回廊       | 背叛的迴廊     | 土屋理敬 | 寺岡巖 羽原信義 | 羽原信義            | 池田佳代          | 有澤寬          | 2023年2月1日（前篇） 2023年2月14日（後篇）    |
| 5    | リングの持ち主   | 圓環的持有者   | 鴨志田一 | 小林寬 羽原信義 | 石井章詠            | 森下博光          | 有澤寬          | 2023年3月1日（前篇） 2023年3月14日（後篇）    |
| 6    | 予期せぬ出会い   | 意外相遇       | 土屋理政 | 羽原信義 寺岡巖 | 河原龍太            | 池田佳代          | 有澤寬          | 2023年4月1日（前篇） 2023年4月14日（後篇）    |
| 7    | 金星の価値       | 金星的價值     | 鴨志田一 | 尾崎隆晴        | 安藤良              | 山岡信一          | 有澤寬          | 2023年5月1日（前篇） 2023年5月14日（後篇）    |
| 8    | 兄弟船           | 兄弟船         | 土屋理敬 | 西澤晉          | 羽原信義 小田沙也加 | 石原滿            | 有澤寬 高瀨健一 | 2023年6月1日（前篇） 2023年6月14日（後篇）    |
| 9    | 角笛と華の影     | 角與花之影     | 鴨志田一 | 羽原信義        | 小田沙也加          | 大貫健 一山岡信一 | 阿部宗孝        | 2023年7月1日（前篇） 2023年7月14日（後篇）    |
| 10   | 家族と絆         | 家族與羈絆     | 土屋理敬 | 石田章詠        | 石田章詠            | 池田佳代 山岡信一 | 有澤寬          | 2023年8月1日（前篇） 2023年8月14日（後篇）    |
| 11   | 伸ばした手の彼方 | 伸出的手的彼岸 | 鴨志田一 | 長井龍雪        | 長井龍雪 小田沙也加 | 岡田洋奈 森下博光 | 有澤寬          | 2023年9月1日（前篇） 2023年9月14日（後篇）    |
| 12   | 紫電のソラ       | 紫電之宇宙     | 鴨志田一 | 長井龍雪 寺岡巖 | 小田沙也加          | 山岡信一 高見明男 | 有澤寬          | 2023年10月1日（前篇） 2023年10月14日（後篇）  |

## 评价

### 迷因文化
电视动画第48话中，铁华团在被通缉后，奥尔加·伊兹卡等人在准备去消除铁华团成员的个人资料时被杀手袭击。奥尔加被袭身亡时的不合事理演出，对於剧情推动无作用与演出中存在有违常理的表现形成对比，成为網路迷因而广泛传播，奥尔加也因此在NHK举办的纪念GUNDAM系列40周年的《全GUNDAM大投票》角色人气榜中获得第1名。
《機動戰士鋼彈 閃光的哈薩威》動畫版播映之後，奥尔加·伊兹卡被網友惡搞，戴上了南瓜頭，隨後被哈薩威·諾亞槍殺。

## 外部連結
- （日語）機動戰士GUNDAM 鐵血的孤兒 總合網站 （页面存档备份，存于）
- （繁體中文）《機動戰士高達 鐵血的孤兒》 香港官方網站 （页面存档备份，存于）
- （繁體中文）《機動戰士鋼彈 鐵血的孤兒》 台灣官方網站 （页面存档备份，存于）
- （日語）機動戰士GUNDAM 鐵血的孤兒的X（前Twitter）